# Puna (Potosí)
Puna – miasto w Boliwii, w departamencie Potosí, w prowincji José María Linares.